# Vlag van Beerta

Vlag van Beerta

De vlag van Beerta werd op 31 maart 1965 bij raadsbesluit vastgesteld als de gemeentelijke vlag van de toenmalige gemeente Beerta. De beschrijving luidt als volgt:
Rood, met op de scheiding van broeking en vlucht een geel klaverblad met een hoogte van 9/10 van de vlaghoogte; in het klaverblad een rood rooster.
De kleuren van de vlag zijn ontleend aan het gemeentewapen. Het rooster verwijst naar de H. Laurentius die ook op het gemeentewapen is afgebeeld. Het klaverblad is toegevoegd om het landelijke karakter van de gemeente uit te drukken.
In 1990 werd de gemeente opgeheven en ging op in Reiderland. Hierdoor kwam de gemeentevlag te vervallen. Sinds 2010 maakt Beerta deel uit van de gemeente Oldambt.

## Verwant symbool

Wapen van Beerta

Adorp 
· Aduard 
· Appingedam 
· Bedum 
· Beerta 
· Bellingwedde 
· Bierum 
· De Marne 
· Delfzijl 
· Eemsmond 
· Eenrum 
· Finsterwolde 
· Grootegast 
· Haren 
· Hefshuizen 
· Hoogezand 
· Hoogezand-Sappemeer 
· Hoogkerk 
· Kloosterburen 
· Leek 
· Leens 
· Loppersum 
· Marum 
· Menterwolde 
· Muntendam 
· Nieuwe Pekela 
· Nieuweschans 
· Oldekerk 
· Oosterbroek 
· Oude Pekela 
· Reiderland 
· Sappemeer 
· Scheemda 
· Slochteren 
· Stedum 
· Ten Boer 
· Termunten 
· Uithuizen 
· Uithuizermeeden 
· Ulrum 
· Vlagtwedde 
· Warffum 
· Wildervank 
· Winschoten 
· Winsum 
· Zuidhorn